# Llança de triple efecte
La llança de triple efecte és una llança d'extinció d'incendis que permet projectar l'agent extintor en forma de raig o de cortina d'aigua.

## Característiques
La llança de triple efecte pot projectar l'agent extintor de diferents maneres, en funció de l'obertura de la tovera, de 0° a 120º:
- Raig ple (obertura a 0°): la projecció de l'aigua a raig ple té un abast més llarg, que permet treballar des d'una distància més segura. L'alta energia cinètica és útil per a eliminar brases i restes d'incendi.

- Raig difusor (obertura de 30º a 60º): la projecció de l'aigua a raig difusor incrementa la refrigeració per la formació de gotes d'aigua amb major superfície de contacte que a raig ple. Produeix menys danys per l'aigua. Permet una distància de seguretat menor en equips d'alta i baixa tensió elèctrica.

- Escut protector (obertura a 120º): les gotes d'aigua més petites i amb un angle de dispersió més gran formen un escut d'aigua de gran superfície, que protegeix al bomber de la radiació de calor.

Tipus de raig
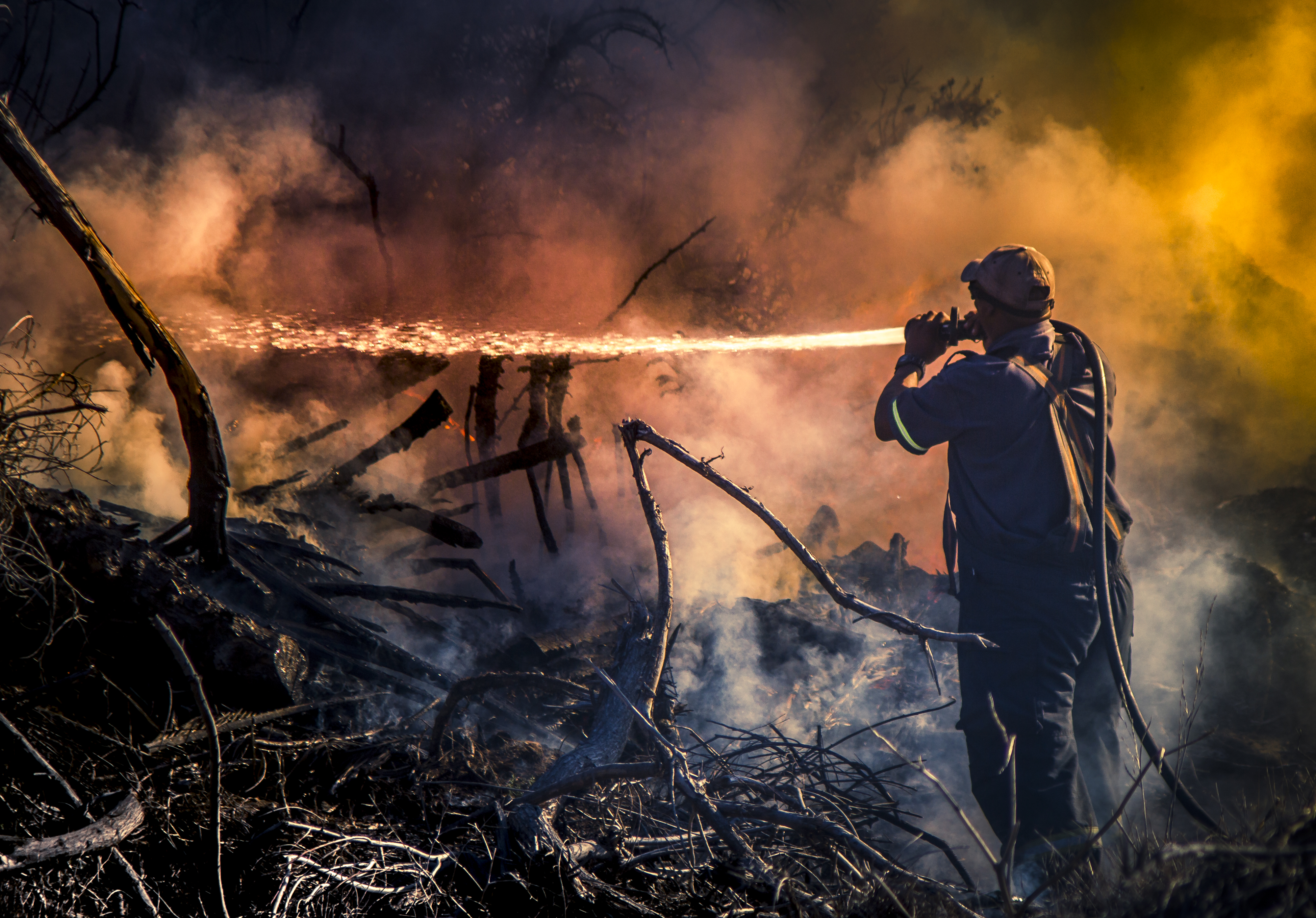
Raig ple
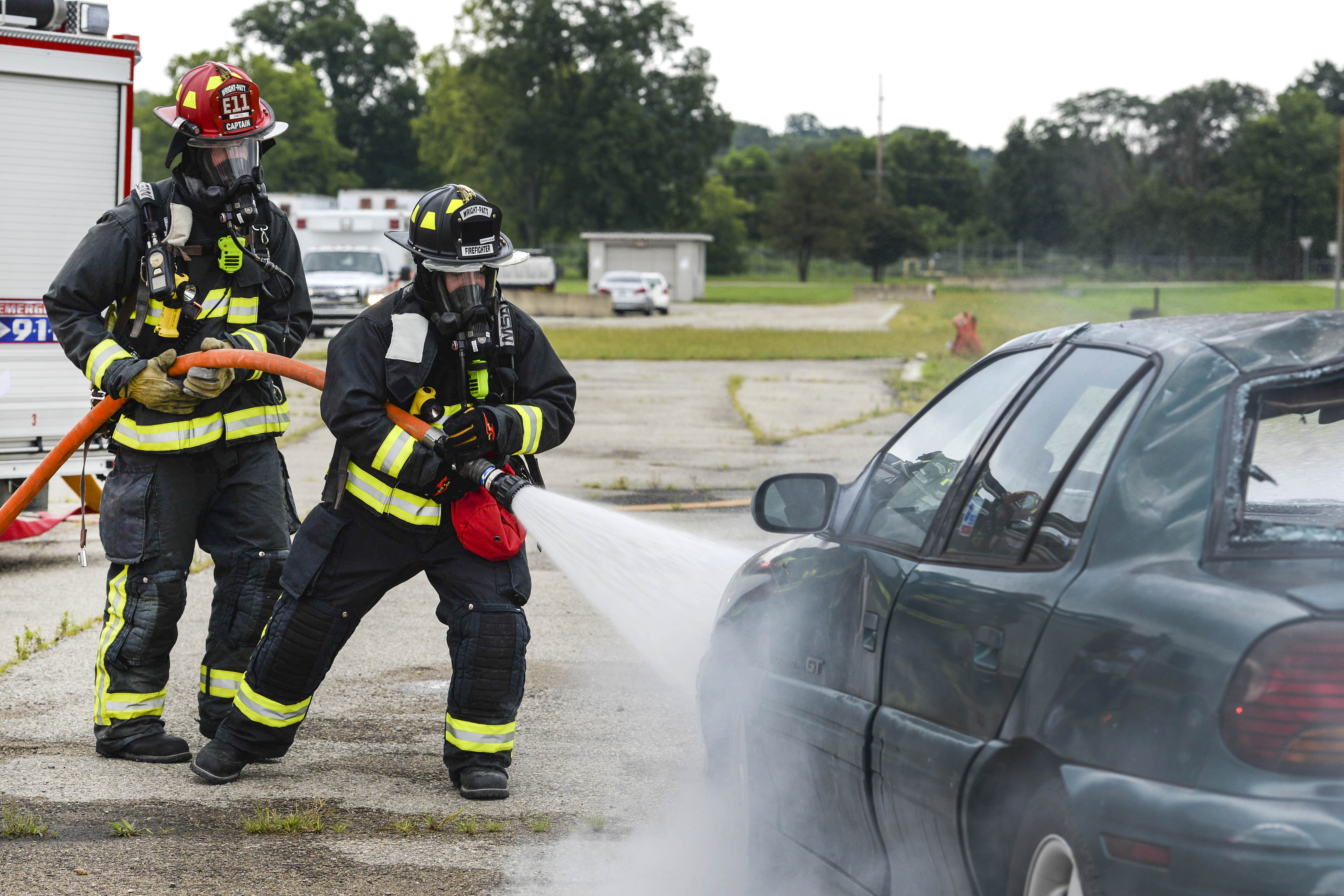
Raig difusor
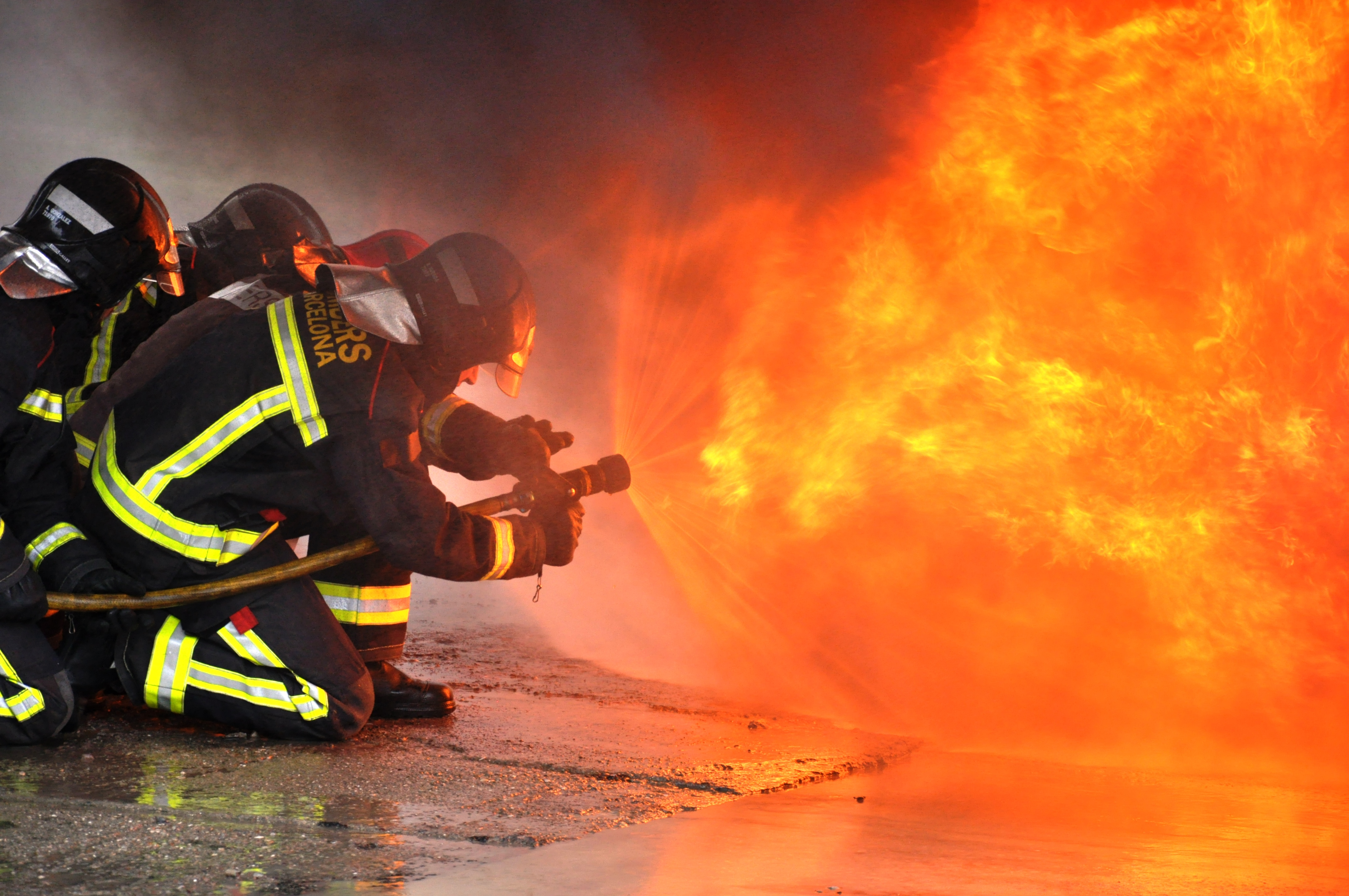
Escut protector

Material: les llances es fabriquen en bronze, alumini o element compòsit.

## Tipus
- Llança automàtica: la llança selecciona el cabal en funció de l'obertura de la tovera.[3]

- Llança amb selector de cabal: permet al bomber seleccionar manualment el cabal de treball, que es mantindrà en totes les circumstàncies. Especialment útil en incendis forestals.[4]
- Llança d'alta pressió: dissenyada per a funcionar amb bombes d'alta pressió (de 6 a 40 bar).[3]
- Llança d'escuma: integra un generador d'escuma de baixa expansió.[3]

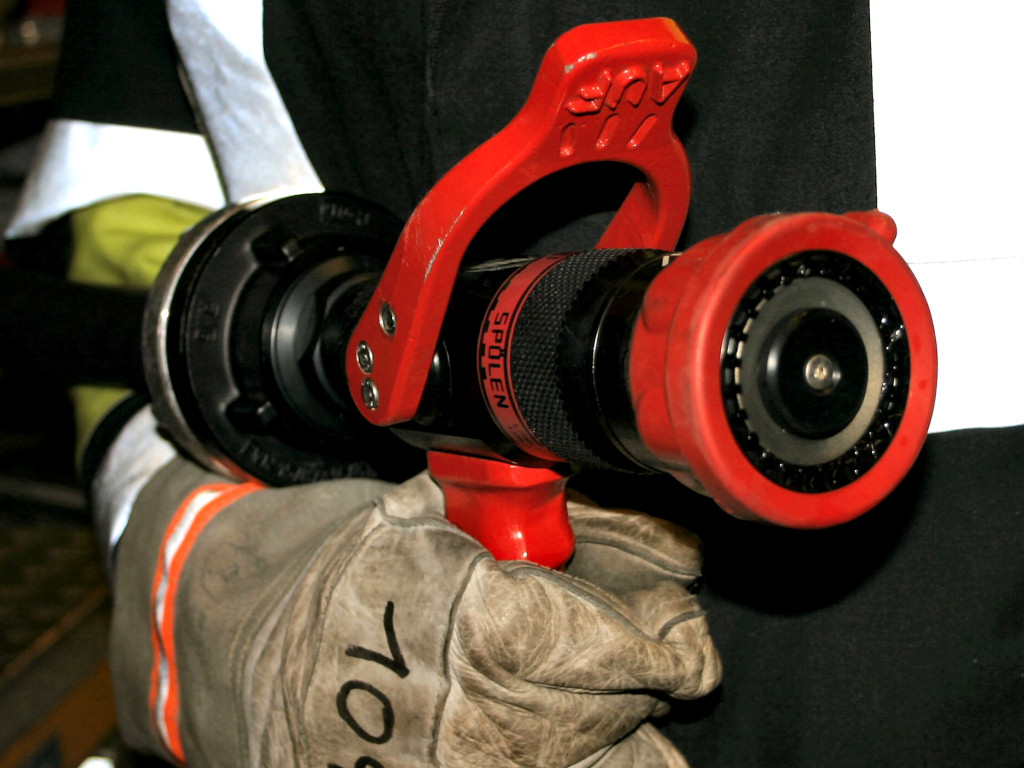
Llança automàtica
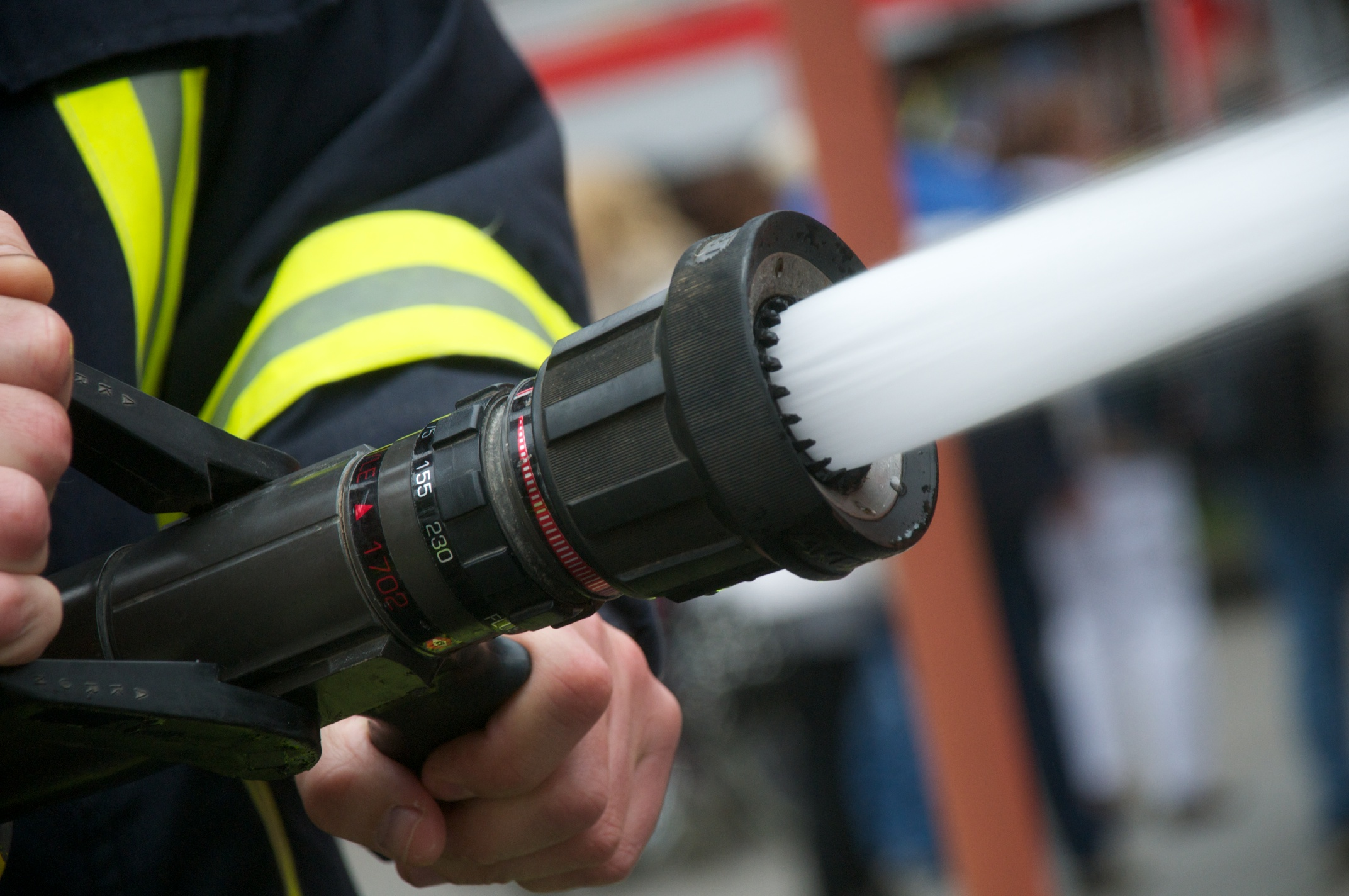
Llança amb selector de cabal
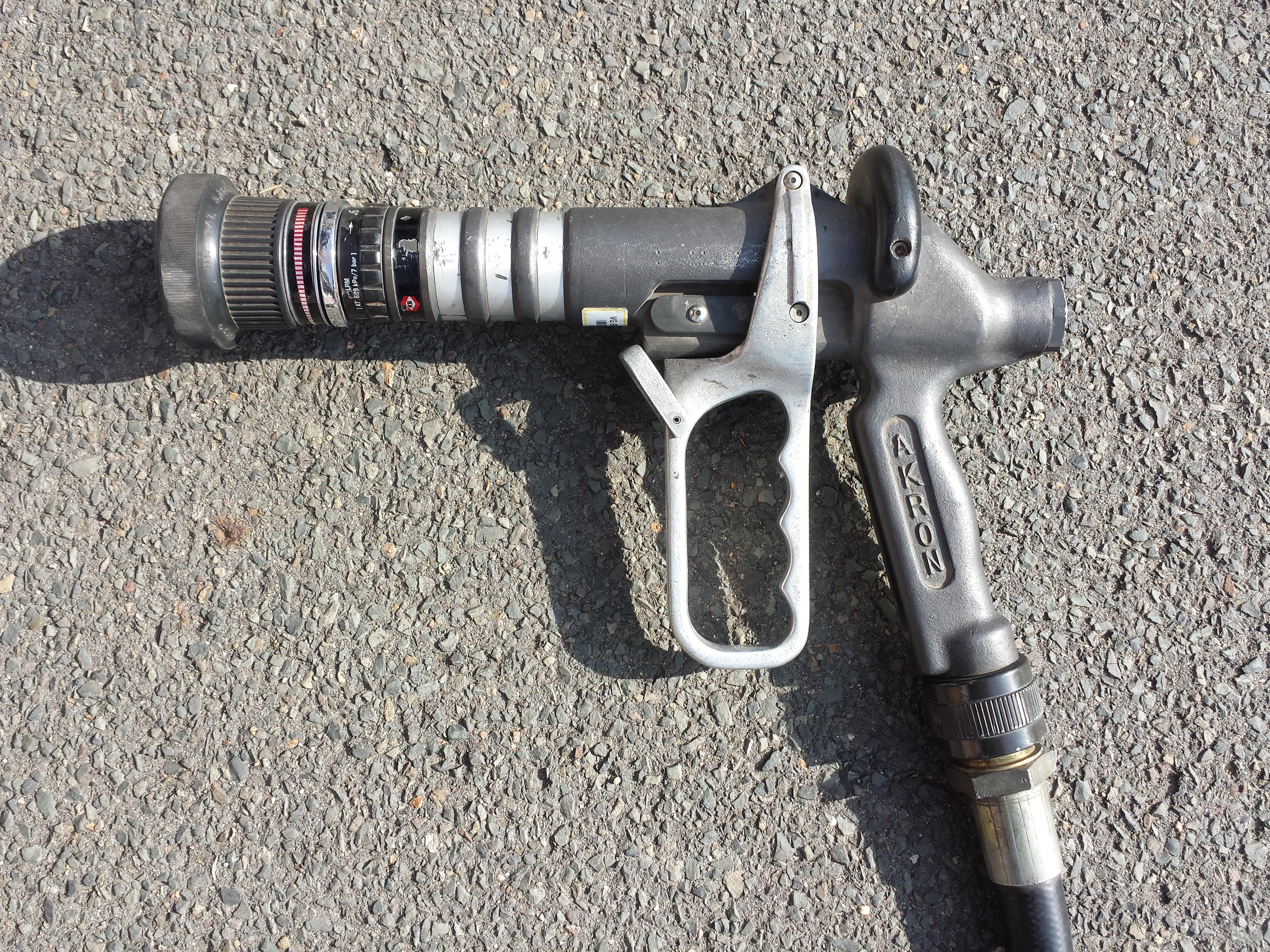
Llança d'alta pressió